# دانييلا رومو
دانييلا رومو (بالإسبانية: Daniela Romo)‏ هي ممثلة ومغنية من مكسيكية، أشتهرت بأدوارها المختلفة وألبوماتها المتنوعة وظهرت في عدد من المسلسلات المكسيكية التي لم تدبلج إلى العربية والتي دبلجت مثل:- نساء قاتلات (مسلسل) وسحر الحب وانتصار الحب وقريبا بمسلسل العاصفة (مسلسل) الجديد من بطولة ويليام ليفي (ممثل).

## السيرة الذاتية
ولدت دانييلا رومو في 27 أغسطس 1959 في المكسيك، ودخلت في الفريق المكسيكي للاخوين زافالا، حيث ظهرت لأول مرة في عمل مع المقلاة والبصل. ثم درست الدراما في أكاديمية أندريس سولير.
سافرت إلى لوس أنجليس لدراسة الغناء مع سيث ريغز. كانت بداياتها في مجال المسرح، وقد أدت في مسرحيات من مختلف الأنواع، من المآسي اليونانية إلى الكوميديا. ومن بين الأعمال الأخرى التي ظهرت فيها «الجندي صامدون تين» و «الغجر» و «طوفان قادم». وفي عام 1978، قرر المنتج إرنستو ألونسو إعطاؤها نجمة أوبرا الصابون في حرق السرية. كمؤدية، سجلت دانييلا ألبومها الأول في عام 1979، وتضمن الأغاني التي كتبها لوليتا دي لا كولينا تحت التسمية CBS. وفي عام 1983 وقعت عقداً لتسجيل ألبوم سمي باسمها، كما سجلت أيضا ماكسي واحدة باللغة الإيطالية.
في عام 1985 شاركت في المهرجان العالمي للأغنية الشعبية (في طوكيو (اليابان)، وقد مثلت المكسيك مع دنيس كلفي في أغنية "ومن حبنا" والتي وصلت إلى المنافسة النهائية. ظهرت كممثلة في العديد من المسلسلات مثل "تخافوا على الحب" في سنة (1980)، و "اسمحوا لايف" في سنة (1982)، "حتى كان الاعتراف العلني والنقد في مسار السرية في سنة (1986)، والتي تلعب أيضاً أغنية من لي تقع في الحب، ما ستصبح كلاسيكية في حياته الموسيقية من دانييلا.
ثم تلتها أغنية الحب في سنة (1990) وإذا يأخذ الله حياتي في سنة (1995)، عندما أنهت أعطت وقفة لمهنة التمثيل لمواصلة مهنتها كمغنية. لم يكن حتى عام 2001 انها ستعود إلى المسلسلات التلفزيونية، جنبا إلى جنب مع أديلا نورييغا وماوريسيو ايسلاس والتي تنتجها كارلا استرادا. ولادائها الرائع قالت: لقد فزت TVyNovelas أول جائزة وهي جائزة أفضل ممثلة أول مرة في حياتي. وفي عام 2005 لعبت جين أريلانو، الشريرة من فندق Alborada (و كان الإنتاج الاخير من كارلا استرادا)، وقالت انها ستفوز بجائزة مرة أخرى TVyNovelas، ولكن هذه المرة كانت جائزة أفضل ممثلة عدائية. وفي سنة 2008 مثلت بطولة كريستينا، ثم في عام 2009 شاركت هي في سلسلة نساء قاتلات (مسلسل) من في إنتاج deCarla Estrada1. وفي أنت أو أي شخص في الماضي لعبت دور البطولة لوسيا منديز في هذا العام، وكانت ممثلة في مسلسل سحر الحب بشخصية فيكتوريا لومباردو. وفازت بجائزة منTVyNovelas كأفضل ممثلة سنة 2010 بسبب ظهوها في مسلسل انتصار الحب إنتاج سلفادور ميخيا للعب دور الأرملة برناردا دي إيتوربيد، والخصم الرئيسي لفيكتوريا روفو، ويليام ليفي (ممثل) ومايتي بيروني وسيزار ايفور وغيرها. وكان هذا الدور هو الورقة التي ربحت فيها مرة أخرى جائزة كأفضل ممثلة في دور شرير من TVyNovelas.

## روابط خارجية
- دانييلا رومو على موقع IMDb (الإنجليزية)
- دانييلا رومو على موقع ميوزك برينز (الإنجليزية)
- دانييلا رومو على موقع أول موفي (الإنجليزية)
- دانييلا رومو على موقع أول ميوزيك (الإنجليزية)
- دانييلا رومو على موقع ديسكوغز (الإنجليزية)
- دانييلا رومو على موقع قاعدة بيانات الفيلم (الإنجليزية)